# Lathrolestes platynus
Lathrolestes platynus là một loài tò vò trong họ Ichneumonidae.